# Marietta Kies
Marietta Kies (geb. 31. Dezember 1853 in Killingly, Connecticut; gest. 20. Juli 1899 in Pueblo, Colorado) war eine US-amerikanische Philosophin und Pädagogin, die den amerikanischen Idealisten angehörte. Sie war nach May Preston Slosson (1858–1943) die erste US-Amerikanerin, die einen Ph.D. in Philosophie erwarb und hauptberuflich an einer Hochschule unterrichtete.

## Leben
Marietta Kies wurde als zweite von fünf Töchtern von Miranda Young und William Knight Kies in Killingly, Connecticut, geboren. Für eine Frau der damaligen Zeit erhielt sie eine sehr gute Ausbildung und erwarb einen Bachelor des Mount Holyoke Seminars (1881), wo sie von 1881 bis 1882 und, nach einer Lehrtätigkeit am Colorado College (1882–85), erneut von 1885 bis 1891 Philosophie des Geistes und Moralphilosophie unterrichtete. Kies gehörte den amerikanischen Idealisten an, einer philosophischen Bewegung, die auch unter der Bezeichnung St. Louis-Hegelianer bekannt ist, da sie in den 1860ern in St. Louis ihren Anfang nahm, nachdem die ersten Übersetzungen und Interpretationen deutscher Philosophen wie Hegel, Fichte und Schelling erschienen waren. Mitte der 1880er Jahre studierte sie erstmals bei William Torrey Harris an der Concord Summer School of Philosophy in Massachusetts. Während dieser Zeit gab sie Harris’ Vorlesungen und Essays über Epistemologie und Metaphysik unter dem Titel An Introduction to the Study of Philosophy (1889) heraus. Danach ging sie auf Empfehlung von Harris zum Studium an die University of Michigan, wo sie unter George Sylvester Morris, Henry Carter Adams und John Dewey studierte, 1889 den Master und 1891 – mit einer Dissertation über The Ethical Principle: and its Application in the State Relations – ihren Ph.D. erwarb.
1891–92 wurde Kies vom Mills College in Oakland, Kalifornien, rekrutiert, um der Präsidentin Susan Tolman Mills zu folgen. Diese war jedoch unzufrieden mit ihren Lehrmethoden und entließ sie. Da es sich als schwierig erwies, eine Anstellung als Lehrende auf College-Niveau zu finden, ging Kies, wie nicht unüblich unter Akademikern ihrer Zeit, zum Studium nach Europa. Sie verbrachte das akademische Jahr 1892–93 in Leipzig und Zürich, bis sie die Stelle einer Highschool-Direktorin in Plymouth, Massachusetts, antrat und schließlich von 1896 bis 1899 Philosophie an der Butler University in Indiana unterrichtete.
Kies starb am 20. Juli 1899 mit nur 45 Jahren in Pueblo, Colorado, an Tuberkulose.

## Werke
Marietta Kies publizierte mit The Ethical Principle (1892), ihrer Doktorarbeit, und Institutional Ethics (1894) zwei selbständige Werke der politischen Philosophie, in denen sie die "Gerechtigkeit" bzw. den Egoismus der "Gnade" bzw. dem Altruismus gegenüberstellt und vorschlägt, wie sich diese in der Gesellschaft ergänzen könnten. Das zweite Buch war im Wesentlichen eine Neufassung des ersten, allerdings mit einigen wichtigen Ergänzungen über die Schule, die Familie, die Rechtsprechung und die Rolle der Kirche in der Gesellschaft. Nach Kies haben sowohl Gerechtigkeit als auch Gnade einen Platz in wirtschaftlichen und politischen Entscheidungsprozessen, die Gnade sollte aber zentraler sein und durchaus auch vom Staat durchgesetzt werden. Als Christliche Sozialistin war Kies eine frühe Befürworterin von Sozialhilfeprogrammen zur Bekämpfung der Armut.
Kies war keine starke Verfechterin der Frauenrechte, berührte in ihren Werken jedoch auch Frauenfragen. Sie aktualisierte Hegels Sichtweise auf die Familie, indem sie die Individualität von Frauen innerhalb des Haushalts geltend machte – ein Ort, an dem für Hegel die Einheit und nicht die Individualität im Vordergrund steht. Da Frauen sich im späten 19. Jahrhundert bereits stärker in der Öffentlichkeit engagierten, sah Kies keine Notwendigkeit, dass Frauen private und subjektive, ganz in der Rolle als Ehefrau und Mutter aufgehende, Geschöpfe bleiben sollten. Kies sah jedoch ebenso wenig eine Notwendigkeit, Frauen ganz in das politische Leben einzubeziehen. Sie sollten das Wahlrecht nur in Bereichen, die sie ihrer Meinung nach unmittelbar betrafen (z. B. Gesetze in den Bereichen Bildung, öffentliche Gesundheit und Arbeitsrecht), bekommen.

### Monographien
The Ethical Principle and its Application to State Relations. Island Press/Register Pub. Co., Ann Arbor 1892 (zugleich Ph. D. thesis, University of Michigan 1891).
Institutional Ethics. Allyn & Bacon, Boston 1894.

### Herausgeberschaft
William Torrey Harris: Introduction to the Study of Philosophy. D. Appleton & Co, New York 1890.